# Savage (canção)
"Savage" é uma canção da rapper americana Megan Thee Stallion, gravada para seu terceiro EP Suga (2020). Foi lançada como terceiro single do EP em 7 de abril de 2020 pela 1501 Certified Entertainment e 300 Entertainment. A música se tornou viral no aplicativo de compartilhamento de vídeos TikTok, com pessoas realizando o desafio de dança "Savage" durante o refrão da música.
Um remix com Beyoncé foi lançado em 29 de abril de 2020. O remix se tornou a música de maior sucesso de Megan Thee Stallion, alcançando o número um na Billboard Hot 100 em 26 de maio de 2020.

## Challenge do TikTok
O desafio de dança "Savage" foi criado pelo usuário do TikTok Keara Wilson, cujo clipe viral alcançou 15,7 milhões de visualizações e 2,4 milhões de curtidas em 20 de março de 2020. Wilson postou seu vídeo por cinco dias continuamente, até que começou a se tornar viral, e em 16 de março, Megan postou seu próprio vídeo, além de vídeos de seus fãs e celebridades realizando o desafio. O desafio envolve pessoas que completam uma dança coreográfica "rápida e energética". A dança foi notavelmente retomada pelos usuários populares do TikTok, Charli D'Amelio e Addison Rae.
Como resultado do desafio, "Savage" se tornou a música mais tocada no TikTok em março de 2020, acumulando mais de 7,5 bilhões de visualizações no mês.

## Desempenho nas tabelas musicas

### Posições
| Tabela musical (2020)                        | Melhor posição |
| -------------------------------------------- | -------------- |
| Alemanha (GfK Entertainment Charts)          | 33             |
| Argentina (Argentina Hot 100)                | 58             |
| Austrália (ARIA)                             | 4              |
| Áustria (Ö3 Austria Top 40)                  | 23             |
| Canadá (Canadian Hot 100)                    | 16             |
| Chéquia (Singles Digitál Top 100)            | 20             |
| Dinamarca (Hitlisten)                        | 16             |
| Escócia (Official Charts Company)            | 12             |
| Eslováquia (IFPI)                            | 20             |
| Estados Unidos (Billboard Hot 100)           | 1              |
| Estados Unidos (Billboard Mainstream Top 40) | 10             |
| Estados Unidos (Billboard R&B/Hip-Hop Songs) | 4              |
| Estados Unidos (Billboard Rhythmic)          | 1              |
| Estónia (Eesti Tipp-40)                      | 15             |
| França (SNEP)                                | 26             |
| Hungria (Stream Top 40)                      | 8              |
| Irlanda (IRMA)                               | 3              |
| Itália (FIMI)                                | 42             |
| Lituânia (AGATA)                             | 16             |
| Nova Zelândia (Recorded Music NZ)            | 12             |
| Países Baixos (Single Top 100)               | 67             |
| Portugal (AFP)                               | 11             |
| Reino Unido (UK R&B Chart)                   | 14             |
| Reino Unido (UK Singles Chart)               | 3              |
| Roménia (Airplay 100)                        | 51             |
| Singapura (RIAS)                             | 26             |
| Suíça (Schweizer Hitparade)                  | 18             |
| Suécia (Sverigetopplistan)                   | 16             |

## Certificações
| Região | Certificação | Vendas     |
| --- | ------------ | ---------- |
| Reino Unido (BPI) | Prata        | 200,000‡   |
| Estados Unidos (RIAA) | Ouro         | 1,000,000‡ |
| *vendas baseadas apenas na certificação ^distribuições baseadas apenas na certificação ‡números de vendas+streaming baseados apenas na certificação |              |            |

## Remix de Beyoncé
Em 29 de abril de 2020, um remix com Beyoncé foi lançado. Os lucros da nova versão vão ser destinados ao combate contra a Covid-19, através da organização Bread of Life, em Houston, cidade das cantoras. Foi incluída no álbum de estreia de Megan, Good News (2020).

## Desempenho nas tabelas musicas

### Posições
| Tabela musical (2020)                             | Melhor posição |
| ------------------------------------------------- | -------------- |
| Argentina (Argentina Hot 100)                     | 58             |
| Canadá (Canadian Hot 100)                         | 9              |
| Estados Unidos (Billboard Hot 100)                | 1              |
| Estados Unidos (Billboard R&B/Hip-Hop Songs)      | 1              |
| Estados Unidos (Billboard Rap Songs)              | 1              |
| Estados Unidos (Billboard Rhythmic)               | 1              |
| Estados Unidos (Billboard Dance/Mix Show Airplay) | 17             |
| Estados Unidos (Billboard) (Mainstream Top 40)    | 9              |
| Itália (FIMI)                                     | 28             |
| Lituânia (AGATA)                                  | 18             |
| Nova Zelândia (Recorded Music NZ)                 | 2              |
| Países Baixos (Single Top 100)                    | 28             |
| Singapura (RIAS)                                  | 28             |